# Mammeddere
Mammeddere est un village d'Azerbaïdjan faisant partie du raion de Khojavend. Elle fut jusqu'en 2020, une communauté rurale de la région de Hadrout, au Haut-Karabagh, sous le nom de Mariamadzor (en arménien Մարիամածոր). Elle compte 258 habitants en 2005.